# びわこ銀行
株式会社びわこ銀行（びわこぎんこう、英: The Biwako Bank, Ltd.）は、かつて滋賀県大津市に本店を置いていた第二地方銀行である。

## 概要
三井住友銀行と親密先とし、最後の頭取は同行出身であった。大阪証券取引所第1部(現物株は東京証券取引所に統合)に上場していた。環境保全活動に先駆的に取り組んでおり、行内に環境銀行を創設し、琵琶湖の水質が改善すれば預金金利を良くするなど、環境と経済の好循環に向けた銀行活動を行っていた。
2010年3月1日、関西アーバン銀行（現・関西みらい銀行）に吸収合併され、旧びわこ銀行本店を関西アーバン銀行の「びわこ本部」（窓口名は、びわこ営業部）とし、旧びわこ銀行のロゴマークは関西アーバン銀行の「環境マーク」という形で残された。
合併に先立ち、2009年8月3日より関西アーバン銀行とATM相互無料出金が開始され、一部支店の支店コードは同年9月7日・9月14日に変更された。またネット専業支店であった、ゆめおうみ支店は2010年2月26日の受付を持って新規口座開設を終了し、システム統合後はいちょう並木支店に一本化した。

## ATMの取り組み

### 無料で利用できたATM
- 三井住友銀行 - 平日8:45 - 18:00の出金
- 関西アーバン銀行 - 平日8:45 - 18:00の出金
- セブン銀行 - 平日8:45 - 18:00の出金
- イオン銀行 - 平日8:45 - 18:00の出金
- 大垣共立銀行 - 平日8:45 - 18:00の出金
- 三重銀行 - 平日8:00 - 18:00の出金

## 沿革
- 1942年（昭和17年）10月2日 - 滋賀無尽株式会社として現在の近江八幡市に設立。
- 1951年（昭和26年）10月 - 相互銀行に転換、株式会社滋賀相互銀行に商号変更。
- 1968年（昭和43年）11月 - 本店を大津市に移転。
- 1989年（平成元年）2月 - 普通銀行に転換、株式会社びわこ銀行に商号変更。
- 2009年（平成21年）
  - 3月13日 - 関西アーバン銀行と合併について基本合意。
  - 12月7日 - 本店営業部の名称を「びわこ営業部」に改称。
- 2010年（平成22年）
  - 2月24日 - 合併に伴い大阪証券取引所第1部を上場廃止（「株券上場廃止基準第2条第1項第8号(事業活動の停止)」）。
  - 3月1日 - 関西アーバン銀行に吸収合併され、解散。
- 2011年（平成23年）1月4日 - 勘定系システムを統合。